# Chili op het wereldkampioenschap voetbal 1982
Chili was een van de 24 deelnemende landen aan het wereldkampioenschap voetbal 1982 dat in Spanje werd gehouden. Het Zuid-Amerikaanse land nam voor de zesde keer in de geschiedenis deel aan de WK-eindronde. De laatste keer was in 1974, toen Chili in de groepsronde werd uitgeschakeld na één nederlaag en twee gelijke spelen.

## WK-kwalificatie
Chili plaatste zich in kwalificatiegroep 3 van de CONMEBOL-zone ten koste van Ecuador en Paraguay.
|                                                |         |       |       |                                                                                      |
| 24 mei 1981 WK-kwalificatie «onderlinge duels» | Ecuador | 0 – 0 | Chili | Estadio Modelo, Guayaquil Toeschouwers: 49.000 Scheidsrechter: Juan Cardellino (URU) |
| 24 mei 1981 WK-kwalificatie «onderlinge duels» |         |       |       | Estadio Modelo, Guayaquil Toeschouwers: 49.000 Scheidsrechter: Juan Cardellino (URU) |

|                                                |          |                    |       |                                                                                                   |
| 7 juni 1981 WK-kwalificatie «onderlinge duels» | Paraguay | 0 – 1              | Chili | Estadio Defensores del Chaco, Asunción Toeschouwers: 55.000 Scheidsrechter: Carlos Esposito (ARG) |
| 7 juni 1981 WK-kwalificatie «onderlinge duels» |          | 70' Patricio Yáñez |       | Estadio Defensores del Chaco, Asunción Toeschouwers: 55.000 Scheidsrechter: Carlos Esposito (ARG) |

|                                                 |                                     |       |         |                                                                                            |
| 14 juni 1981 WK-kwalificatie «onderlinge duels» | Chili                               | 2 – 0 | Ecuador | Estadio Nacional, Santiago Toeschouwers: 72.290 Scheidsrechter: Gilberto Aristizábal (COL) |
| 14 juni 1981 WK-kwalificatie «onderlinge duels» | Carlos Rivas 10' Carlos Caszely 50' |       |         | Estadio Nacional, Santiago Toeschouwers: 72.290 Scheidsrechter: Gilberto Aristizábal (COL) |

|                                                 |                                                              |       |          |                                                                                            |
| 21 juni 1981 WK-kwalificatie «onderlinge duels» | Chili                                                        | 3 – 0 | Paraguay | Estadio Nacional, Santiago Toeschouwers: 70.775 Scheidsrechter: Romualdo Arppi Filho (BRA) |
| 21 juni 1981 WK-kwalificatie «onderlinge duels» | Carlos Caszely 10' Patricio Yáñez 11' Miguel Ángel Neira 28' |       |          | Estadio Nacional, Santiago Toeschouwers: 70.775 Scheidsrechter: Romualdo Arppi Filho (BRA) |

### Eindstand
| Land     | Wed | Win | Gel | Ver | DV | DT | +/− | Pnt |
| -------- | --- | --- | --- | --- | -- | -- | --- | --- |
| Chili    | 4   | 3   | 1   | 0   | 6  | 0  | 6   | 7   |
| Ecuador  | 4   | 1   | 1   | 2   | 2  | 5  | –3  | 3   |
| Paraguay | 4   | 1   | 0   | 3   | 3  | 6  | –3  | 2   |

## Oefeninterlands
Chili speelde vier oefeninterlands in de aanloop naar het WK voetbal in Spanje, waaronder twee tegen buurland Peru in het kader van de strijd om de zogeheten Copa del Pacífico.

|                                                    |                                                 |       |                           |                                                                                          |
| 23 maart 1982 Copa del Pacífico «onderlinge duels» | Chili                                           | 2 – 1 | Peru                      | Estadio Nacional, Santiago Toeschouwers: 49.800 Scheidsrechter: Edison Perez Nunez (PER) |
| 23 maart 1982 Copa del Pacífico «onderlinge duels» | Juan Carlos Letelier 13' Miguel Ángel Neira 29' |       | 17' (e.d.) Elías Figueroa | Estadio Nacional, Santiago Toeschouwers: 49.800 Scheidsrechter: Edison Perez Nunez (PER) |

|                                                    |                    |       |       |                                                                                |
| 30 maart 1982 Copa del Pacífico «onderlinge duels» | Peru               | 1 – 0 | Chili | Estadio Nacional, Lima Toeschouwers: 38.000 Scheidsrechter: Victor Ojeda (CHI) |
| 30 maart 1982 Copa del Pacífico «onderlinge duels» | Franco Navarro 38' |       |       | Estadio Nacional, Lima Toeschouwers: 38.000 Scheidsrechter: Victor Ojeda (CHI) |

|                                                  |                                         |       |                                                       |                                                                                       |
| 18 mei 1982 Vriendschappelijk «onderlinge duels» | Chili                                   | 2 – 3 | Roemenië                                              | Estadio Nacional, Santiago Toeschouwers: 28.000 Scheidsrechter: Guillermo Budge (CHI) |
| 18 mei 1982 Vriendschappelijk «onderlinge duels» | Vladimir Bigorra 55' Carlos Caszely 62' |       | 8' Michael Klein 25' Michael Klein 28' Ionel Augustin | Estadio Nacional, Santiago Toeschouwers: 28.000 Scheidsrechter: Guillermo Budge (CHI) |

|                                                  |                         |       |         |                                                                                    |
| 22 mei 1982 Vriendschappelijk «onderlinge duels» | Chili                   | 1 – 0 | Ierland | Estadio Nacional, Santiago Toeschouwers: 25.000 Scheidsrechter: Victor Ojeda (CHI) |
| 22 mei 1982 Vriendschappelijk «onderlinge duels» | Miguel Ángel Gamboa ??' |       |         | Estadio Nacional, Santiago Toeschouwers: 25.000 Scheidsrechter: Victor Ojeda (CHI) |

## Selectie
| Nummer / Naam  | Nummer / Naam        | Geboortedatum | Caps | Goals | Club                    | Duels | Goal | Kreeg geel | Kreeg voor de tweede keer geel en dus rood | Weggestuurd |
| Doel           | Doel                 | Doel          | Doel | Doel  | Doel                    | Doel  | Doel | Doel       | Doel                                       | Doel        |
| -------------- | -------------------- | ------------- | ---- | ----- | ----------------------- | ----- | ---- | ---------- | ------------------------------------------ | ----------- |
| 1              | Óscar Wirth          | 05/11/1955    |      |       | CD Cobreloa             | 0     | 0    | 0          | 0                                          | 0           |
| 12             | Marco Cornez         | 15/10/1957    |      |       | CD Palestino            | 0     | 0    | 0          | 0                                          | 0           |
| 22             | Mario Osbén          | 14/07/1955    |      |       | CSD Colo-Colo           | 3     | 0    | 0          | 0                                          | 0           |
| Verdediging    |                      |               |      |       |                         |       |      |            |                                            |             |
| 2              | Lizardo Garrido      | 25/08/1957    |      |       | CSD Colo-Colo           | 3     | 0    | 1          | 0                                          | 0           |
| 3              | René Valenzuela      | 20/04/1955    |      |       | CSD Colo-Colo           | 3     | 0    | 0          | 0                                          | 0           |
| 4              | Vladimir Bigorra     | 09/08/1954    |      |       | CD Universidad Católica | 3     | 0    | 0          | 0                                          | 0           |
| 5              | Elías Figueroa       | 25/10/1946    |      |       | CSD Colo-Colo           | 3     | 0    | 0          | 0                                          | 0           |
| 10             | Mario Soto           | 10/07/1950    |      |       | CD Cobreloa             | 2     | 0    | 0          | 0                                          | 0           |
| 17             | Óscar Rojas          | 15/11/1958    |      |       | CSD Colo-Colo           | 0     | 0    | 0          | 0                                          | 0           |
| 18             | Mario Galindo        | 10/08/1951    |      |       | CSD Colo-Colo           | 0     | 0    | 0          | 0                                          | 0           |
| 19             | Enzo Escobar         | 10/11/1951    |      |       | CD Cobreloa             | 0     | 0    | 0          | 0                                          | 0           |
| Middenveld     |                      |               |      |       |                         |       |      |            |                                            |             |
| 6              | Rodolfo Dubó         | 11/09/1953    |      |       | CD Palestino            | 3     | 0    | 1          | 0                                          | 0           |
| 7              | Eduardo Bonvallet    | 13/01/1955    |      |       | CD Universidad Católica | 3     | 0    | 0          | 0                                          | 0           |
| 8              | Carlos Rivas         | 24/05/1953    |      |       | CSD Colo-Colo           | 0     | 0    | 0          | 0                                          | 0           |
| 11             | Gustavo Moscoso      | 10/08/1955    |      |       | CD Universidad Católica | 3     | 1    | 0          | 0                                          | 0           |
| 14             | Elías Ormeňo         | 21/06/1958    |      |       | CSD Colo-Colo           | 0     | 0    | 0          | 0                                          | 0           |
| 16             | Manuel Rojas         | 13/06/1954    |      |       | CD Universidad Católica | 1     | 0    | 0          | 0                                          | 0           |
| 20             | Miguel Ángel Neira   | 09/10/1952    |      |       | CD Universidad Católica | 3     | 1    | 0          | 0                                          | 0           |
| Aanval         |                      |               |      |       |                         |       |      |            |                                            |             |
| 9              | Juan Carlos Letelier | 20/05/1959    |      |       | CD Cobreloa             | 2     | 1    | 1          | 0                                          | 0           |
| 13             | Carlos Caszely       | 05/07/1950    |      |       | CSD Colo-Colo           | 2     | 0    | 0          | 0                                          | 0           |
| 15             | Patricio Yáñez       | 20/01/1961    |      |       | San Luis Quillota       | 3     | 0    | 0          | 0                                          | 0           |
| 21             | Miguel Ángel Gamboa  | 21/06/1951    |      |       | Universidad de Chile    | 2     | 0    | 1          | 0                                          | 0           |
| Bondscoach     |                      |               |      |       |                         |       |      |            |                                            |             |
| Vlag van Chili | Luis Santibáñez      | 07/02/1936    |      |       |                         |       |      |            |                                            |             |

## WK-wedstrijden

### Groep B
|                                                   |       |           |                      |                                                                                            |
| 17 juni WK-eindronde «onderlinge duels» 17:15 uur | Chili | 0 – 1     | Oostenrijk           | Estadio Carlos Tartiere, Oviedo Toeschouwers: 22.500 Scheidsrechter: Juan Cardellino (URU) |
| 17 juni WK-eindronde «onderlinge duels» 17:15 uur |       | (details) | 21' Walter Schachner | Estadio Carlos Tartiere, Oviedo Toeschouwers: 22.500 Scheidsrechter: Juan Cardellino (URU) |

|                                                   |                                                                                               |           |                     |                                                                           |
| 20 juni WK-eindronde «onderlinge duels» 17:15 uur | West-Duitsland                                                                                | 4 – 1     | Chili               | El Molinón, Gijón Toeschouwers: 42.000 Scheidsrechter: Bruno Galler (SUI) |
| 20 juni WK-eindronde «onderlinge duels» 17:15 uur | Karl-Heinz Rummenigge 9' Karl-Heinz Rummenigge 57' Karl-Heinz Rummenigge 66' Uwe Reinders 81' | (details) | 90' Gustavo Moscoso | El Molinón, Gijón Toeschouwers: 42.000 Scheidsrechter: Bruno Galler (SUI) |

|                                                   |                                                   |           |                                                       |                                                                                          |
| 24 juni WK-eindronde «onderlinge duels» 17:15 uur | Algerije                                          | 3 – 2     | Chili                                                 | Estadio Carlos Tartiere, Oviedo Toeschouwers: 16.000 Scheidsrechter: Rómulo Méndez (GUA) |
| 24 juni WK-eindronde «onderlinge duels» 17:15 uur | Salah Assad 7' Salah Assad 31' Tedj Bensaoula 35' | (details) | 59' (pen) Miguel Ángel Neira 73' Juan Carlos Letelier | Estadio Carlos Tartiere, Oviedo Toeschouwers: 16.000 Scheidsrechter: Rómulo Méndez (GUA) |

### Eindstand
| Land           | Wed | Win | Gel | Ver | DV | DT | +/− | Pnt |
| -------------- | --- | --- | --- | --- | -- | -- | --- | --- |
| West-Duitsland | 3   | 2   | 0   | 1   | 3  | 1  | 2   | 4   |
| Oostenrijk     | 3   | 2   | 0   | 1   | 6  | 3  | 3   | 4   |
| Algerije       | 3   | 2   | 0   | 1   | 5  | 5  | 0   | 4   |
| Chili          | 3   | 0   | 0   | 3   | 3  | 8  | –5  | 0   |

FFCh · A-internationals · Selecties · Bondscoaches · Chileens vrouwenelftal · Olympisch elftal · Chili U21 · Chili U20 · Chili U19 · Chili U18 · Chili U17
1910 – 1919 ·
1920 – 1929 ·
1930 – 1939 ·
1940 – 1949 ·
1950 – 1959 ·
1960 – 1969 ·
1970 – 1979 ·
1980 – 1989 ·
1990 – 1999 ·
2000 – 2009 ·
2010 – 2019 ·
2020 – 2029
WK 1930 · 
WK 1950 · 
WK 1962 · 
WK 1966 · 
WK 1974 · 
WK 1982 · 
WK 1998 · 
WK 2010 · 
WK 2014
OS 1928 · 
OS 1952 · 
OS 1984 · 
OS 2000
1910 · 
1911 · 1912 · 
1913 · 
1914 · 1915 · 
1916 · 
1917 · 
1918 · 
1919 · 
1920 · 
1921 · 
1922 · 
1923 · 
1924 · 
1925 · 
1926 · 
1927 · 
1928 · 
1929 · 
1930 · 
1931 · 1932 · 1933 · 1934 · 
1935 · 
1936 · 
1937 · 
1938 · 
1939 · 
1940 · 
1941 · 
1942 · 
1943 · 1944 · 
1945 · 
1946 · 
1947 · 
1948 · 
1949 · 
1950 · 
1951 · 
1952 · 
1953 · 
1954 · 
1955 · 
1956 · 
1957 · 
1958 · 
1959 · 
1960 · 
1961 · 
1962 · 
1963 · 
1964 · 
1965 · 
1966 · 
1967 · 
1968 · 
1969 · 
1970 · 
1971 · 
1972 · 
1973 · 
1974 · 
1975 · 
1976 · 
1977 · 
1978 · 
1979 · 
1980 · 
1981 · 
1982 · 
1983 · 
1984 · 
1985 · 
1986 · 
1987 · 
1988 · 
1989 · 
1990 ·
1991 · 
1992 · 
1993 · 
1994 · 
1995 · 
1996 · 
1997 · 
1998 · 
1999 · 
2000 · 
2001 · 
2002 · 
2003 · 
2004 · 
2005 · 
2006 · 
2007 · 
2008 · 
2009 · 
2010 · 
2011 · 
2012 · 
2013 · 
2014 · 
2015 · 
2016 ·
2017 ·
2018 ·
2019 ·
2020 ·
2021 ·
2022 ·
2023 ·
2024
Albanië ·
Algerije ·
Argentinië ·
Armenië ·
Australië ·
België ·
Bolivia ·
Bosnie en Herzegovina ·
Brazilië ·
Bulgarije ·
Burkina Faso ·
Canada ·
China ·
Colombia ·
Costa Rica ·
Cuba ·
DDR ·
Denemarken ·
Dominicaanse Republiek ·
Duitsland ·
Ecuador ·
Egypte ·
El Salvador · 
Engeland ·
Estland ·
Finland ·
Frankrijk ·
Ghana · 
Griekenland ·
Guatemala ·
Guinee ·
Haïti ·
Honduras ·
Hongarije ·
Ierland ·
IJsland ·
Irak ·
Iran ·
Israël ·
Italië ·
Ivoorkust ·
Jamaica ·
Japan ·
Joegoslavië ·
Kameroen ·
Kroatië ·
Litouwen ·
Marokko ·
Mexico ·
Nederland ·
Nieuw-Zeeland · 
Noord-Ierland ·
Noord-Korea ·
Oekraïne · 
Oman · 
Oostenrijk ·
Palestina ·
Panama · 
Paraguay ·
Peru ·
Polen ·
Portugal · 
Qatar ·
Roemenië · 
Rusland ·
Saoedi-Arabië ·
Schotland ·
Senegal ·
Servië ·
Slowakije ·
Sovjet-Unie ·
Spanje ·
Togo ·
Trinidad en Tobago ·  
Tsjecho-Slowakije ·
Tunesië · 
Turkije · 
Uruguay ·
Venezuela ·
Verenigde Arabische Emiraten ·
Verenigde Staten ·
Wales ·
Zambia ·
Zuid-Afrika ·
Zuid-Korea ·
Zweden ·
Zwitserland
Algerije (1982) · 
Australië (2014) · 
Brazilië (2014) · 
Honduras (2010) · 
Nederland (2014) · 
Oostenrijk (1982) · 
Spanje (2010) · 
Spanje (2014) · 
West-Duitsland (1982) · 
Zwitserland (2010)